# Ben Mather
Ben Mather (* 2. Juli 1981) ist ein australischer Mountainbike- und Straßenradrennfahrer.
Ben Mather wurde 2007 Etappendritter bei einem Teilstück der Mersey Valley Tour. Im nächsten Jahr fuhr er für das australische Continental Team Praties, mit dem er Fünfter bei dem Eintagesrennen Goulburn-Sydney wurde. In der Saison 2009 gewann er die zweite Etappe bei dem Mountainbikerennen Tour de Timor und belegte den vierten Platz in der Gesamtwertung. 2010 wurde Mather australischer Meister im Mountainbike-Marathon.

## Erfolge – Mountainbike
2010
- Australischer Meister – Marathon

## Teams
- 2008 Praties
- 2009 Praties